# Сазерленд, Иэн
Иэн Сазерленд (англ. Iain Sutherland; 15 июня 1925 года, Эдинбург — 1 июля 1986 года, Лондон) — дипломат Великобритании.

## Биография
На дипломатической службе с 1950 года.
В 1962—1965 годах первый секретарь посольства Великобритании в Вашингтоне.
В 1974—1976 годах советник-посланник посольства Великобритании в Москве.
С 1976 по 1978 год был помощником постоянного заместителя министра иностранных дел Великобритании.
В 1978—1982 годах посол Великобритании в Греции.
В 1982—1985 годах посол Великобритании в СССР.
Рыцарь-командор ордена Святого Михаила и Святого Георгия (1982).
Скончался в метро Лондона от сердечного приступа.